# The Talk of the Town (film 1918)
The Talk of the Town è un film muto del 1918 diretto da Allen Holubar. La sceneggiatura, firmata dallo stesso regista, si basa sul racconto Discipline and Genevra di Harold Vickers apparso su Snappy Stories del 4 dicembre 1917. Prodotto dalla Universal Film Manufacturing Company, aveva come interpreti Dorothy Phillips, William Stowell, George Fawcett, Clarissa Selwynne, Lon Chaney.

## Trama
Seguendo i suggerimenti di un libro appena letto dal titolo Come attrarre il sesso opposto, la giovane Genevra French - figlia del maggiore French, un militare rigoroso e severo - mette in atto le tecniche di seduzione apprese per farsi corteggiare da Lawrence Tabor, un amico di suo padre. Costui, affascinato dalla ragazza, acconsente a sposarla.
Subito dopo la cerimonia di nozze, però, Genevra lo informa che ha voluto sposarsi solo per rendersi libera da suo padre e che, da quel momento, ha tutte le intenzioni di godersi la libertà conquistata. Lawrence non replica. Quando però Genevra gli chiede di presentarle il bel Jack Langhorne, il marito rifiuta di farlo. Incuriosita, Genevra si mette a flirtare con Jack, incontrandosi in segreto con l'uomo.
Una sera, durante una cena in una locanda dove avevano convenuto di incontrarsi, Jack aggredisce Genevra che si salva solo per l'intervento a sorpresa di Lawrence. Il giorno dopo, quest'ultimo si presenta da Jack con un assegno: il denaro deve servire a pagarlo per prendersi cura della sua irrequieta moglie. Jack, però, commosso dall'atteggiamento del paziente marito, rifiuta il denaro, annunciandogli la sua partenza, dopo aver preso la decisione di arruolarsi nell'esercito.

## Produzione
Il film fu prodotto dall'Universal Film Manufacturing Company

## Distribuzione
Il copyright del film, richiesto dalla  Universal Film Mfg. Co., Inc., fu registrato il 28 agosto 1918 con il numero LP12807.
Distribuito dall'Universal Film Manufacturing Company, il film uscì nelle sale cinematografiche statunitensi il 28 settembre 1918.
Non si conoscono copie ancora esistenti della pellicola che viene considerata presumibilmente perduta.